# Chlamydophila psittaci
Chlamydophila psittaci, tidigare klassificerad som Chlamydia psittaci, är en gramnegativ bakterie som måste parasitera inuti en värdcell för att kunna fortplanta sig, eftersom bakterien saknar eget ATP-genererande system. Den ger främst upphov till infektioner hos fåglar men kan även överföras till däggdjur och ge upphov till zoonoser hos människan. Bakteriens namn härleds från sjukdomen papegojsjuka. Papegoja heter ψιττακο (psittako) på grekiska.
Bakterien är speciellt vanligt förekommande hos tama fåglar. Forskare beräknar att ett hundratal fågelarter kan föra smittan vidare. Spridningen kan ske mellan fåglar och mellan människa och fågel och mellan fåglar och andra djur, främst genom inhalation av bakterien. Beräknat är att cirka 20 % av alla sällskapsfåglar bär på C. psittaci.

## Historia
Bakterien har tidigare benämnts Rickettsia psittaci, Chlamydia psittaci och Ehrlichia psittaci.
Den första vetenskapliga artikeln om psittacosis kom år 1879. Sjukdomen beskrevs som en epidemi av ovanlig lunginflammation hos sju personer i Schweiz i samband med att de varit i kontakt med tropiska sällskapsfåglar.
Mellan år 1890 och 1930 inträffade flera svåra utbrott av psittacosis hos människor i Nord- och Sydamerika, samt i Europa, som alla kunde sammankopplas med hantering av papegojor och andra exotiska fåglar.
Det som orsakade psittacosis hos människor blev till slut identifierat år 1930 och blev klassificerat som ett virus. Likheten mellan utvecklingscykeln av trakom och psittacosis noterades. Det föreslogs även att de stammar som orsakade lymphogranuloma venereum hos möss tillhörde samma unika grupp av virus. År 1930 till 1938 rapporterades 174 fall av papegojsjuka hos människor, med en 80-procentig dödlighet hos gravida.
Under 1960- och 1970-talen började fler forskare intressera sig för C. psittaci i sina studier. Därmed lades grunden för den  moderna Chlamydia-forskningen, och släktskapet med andra Chlamydia-patogener som Chlamydia trachomatis (som orsakar lymphogranuloma venereum) och Chlamydophila pneumoniae ("TWAR" som orsakar lunginflammation) blev utrett. År 1962 genomfördes den första molekylära beskrivningen av C. psittaci. Bakteriens struktur och dess kemiska sammansättning blev känd. Efter utvecklandet av elektronmikroskopet kunde forskare 1965 definitivt slå fast att smittämnet inte var ett virus utan en bakterie.
Sedan 2011 är DNA från en stam av C. psittaci fullständigt sekvenserat.

## Livscykel

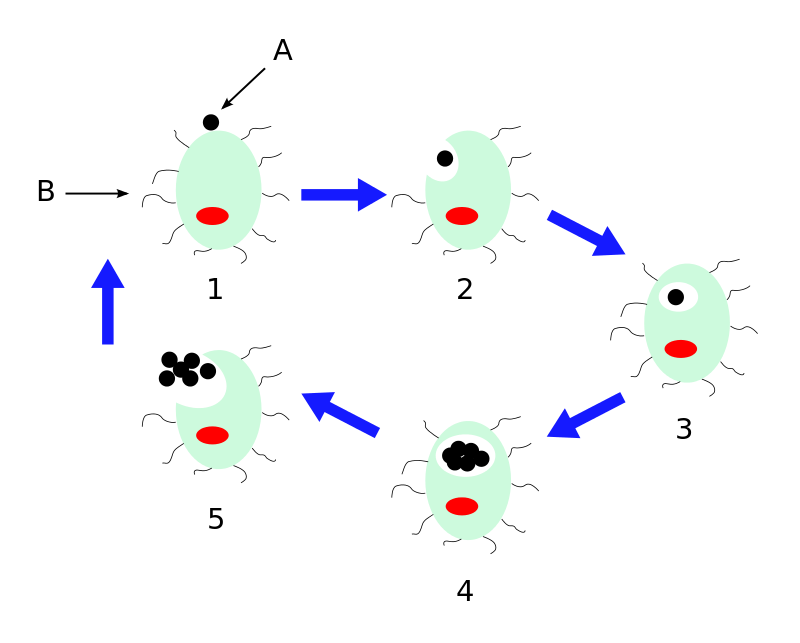
A – Elementarkropp av C.psittaci
B – Lungcell
1 – Elementarkropp närmar sig en lungcell
2 – Elementarkropp går in i en lungcell, med hjälp av endocytos
3 – Organismen blir metabolt aktiv i en inklusion i cellens cytoplasma - denna form kallas nätkroppar
4 – Nätkropparna reorganiseras till smittsamma partiklar, så kallade elementarkroppar
5 – Värdcellen spricker och ett stort antal celler i omgivningen smittas. Smittan kan även hostas upp och överföras till en annan individ

C. psittaci har en livscykel som består av två faser. När bakterien inte har en värd överlever den som så kallad elementarkropp, som kan motstå såväl svår uttorkning som antibiotikabehandling. Så kan bakterien överleva flera månader i skydd av organiskt avfall.
Elementarkroppar kan inte reproducera sig. Därför transformeras de till så kallade nätkroppar som förökar sig genom celldelning. Nätkropparna förvandlas sedan tillbaka till elementarkroppar (efter 24-72 timmar), ofta efter att ha dödat sin värdcell (som spricker). Elementarkropparna kan sedan infektera fler celler hos värdorganismen samt smitta vidare till nya värdar.
C.psittaci utnyttjar flera av värdcellens organeller och proteiner för sin egen överlevnad - bland annat Golgiapparaten för att få tag i lipider.

## Patogenes
C. psittaci infekterar människan främst via droppsmitta. Bakterierna inandas och tas upp av celler i luftvägarnas slemhinnor genom endocytos. De infekterar också epitelcellerna i fåglarnas kloak, smitta finns också i damm från fåglarnas avföring. Den vägen smittar fåglar varandra, men spridning kan också ske till exempelvis djurskötare.
C. psittaci kan infektera många olika celltyper, från epitelceller till makrofager. I de flesta fall förstörs bakterier av fagocyterande celler, men C. psittaci utsöndrar proteiner som försvagar värdens medfödda immunförsvar. Därmed kan bakterien skapa en vakuol-liknande inklusion inuti värdcellen, där den kan föröka sig ostört. Bakterien skapar ett nätverk av värdcellens cytoskelett för att förhindra läckage från sin inklusion. Därmed förhindras att värdcellens immunförsvar aktiveras.